# 카를로스 발데스 (축구 선수)
카를로스 엔리케 발데스 파라(Carlos Enrique Valdés Parra, 1985년 5월 22일, 칼리 ~)는 콜롬비아의 전 축구 선수로, 포지션은 수비수이다.

## 경력

### 콜롬비아
발데스는 2005년, 레알 카르타헤나에서 데뷔하여 33번의 리그 경기에 나섰다. 카르타헤나에서의 인상적인 활약을 한 후, 발데스는 유서 깊은 콜롬비아 클럽인 아메리카 데 칼리에 합류하였고, 그 다음 시즌 수비의 탄탄한 구성원이 되어 클럽에 4년간 활약하면서 97번의 경기에 출전해 4골을 넣었다. 아메리카에서의 활약 덕에, 그는 2008년에 처음으로 콜롬비아 국가대표팀에 차출되었다. 2009년, 그는 산타 페로 이적해 콜롬비아의 최고 수비수들 중 하나로써의 지위를 굳혔다.

### 미국
2011년 1월 20일, 발데스는 메이저 리그 사커 클럽 필라델피아 유니언에 1년 임대 계약으로 공식 합류했다. 그는 2011년 3월 19일, MLS 2011 시즌 개막전에 유니언 소속으로 공식 데뷔하였고, 팀의 휴스턴 다이너모전 1-0 승리에 일조했다. 시즌 7라운드에 발데스는 산호세 어스퀘이크스전에서의 활약으로 MLS 이 주의팀에 이름을 올렸다. 2011년 8월 5일, 유니언은 발데스를 친정팀인 콜롬비아 1부 리그 클럽 산타 페로부터의 완전 영입을 발표했다.

## 국가대표팀 경력
발데스는 2005년 CONMEBOL U-20 축구 선수권 대회에 참가한 콜롬비아 U-20 국가대표팀 일원으로, 콜롬비아는 이 대회 개최국으로 참가해 우승했다. 그리고, 그는 네덜란드에서 열린 2005년 FIFA U-20 월드컵에 참가해 콜롬비아가 16강으로 진출하게 도왔으나, 여기에서 나중에 우승을 거둔 아르헨티나에 패해 탈락했다. 2008년, 그는 콜롬비아 성인 국가대표팀 신고식을 치렀다.

### 국가대표팀 득점 기록
아래의 점수에서 왼쪽의 점수가 콜롬비아의 점수이다.
| #  | 날짜            | 경기장                                                          | 상대       | 점수 | 결과 | 대회                      |
| -- | --------------- | --------------------------------------------------------------- | ---------- | ---- | ---- | ------------------------- |
| 1. | 2010년 5월 30일 | 스타디움:mk, 밀턴 케인스, 잉글랜드                              | 나이지리아 | 1–0  | 1–1  | 친선경기                  |
| 2. | 2013년 3월 22일 | 에스타디오 메트로폴리타노 로베르토 멜렌데스, 바란키야, 콜롬비아 | 볼리비아   | 2–0  | 5–0  | 2014년 FIFA 월드컵 예선전 |

## 수상

### 클럽
아메리카 데 칼리
- 카테고리아 프리메라 A: 2008-II

산타 페
- 코파 콜롬비아: 2009
- 수페르리가 콜롬비아나: 2013

### 개인
- 메이저 리그 사커 올스타 팀: 2012

## 경력 통계

### 클럽
2013년 7월 6일 기준
| 클럽       | 클럽              | 클럽                         | 리그 | 리그 | 컵     | 컵     | 리그컵 | 리그컵 | 대륙       | 대륙       | 합계 | 합계 |
| 시즌       | 클럽              | 리그                         | 출장 | 골   | 출장   | 골     | 출장   | 골     | 출장       | 골         | 출장 | 골   |
| 콜롬비아   | 콜롬비아          | 콜롬비아                     | 리그 | 리그 | 컵     | 컵     | 리그컵 | 리그컵 | 남아메리카 | 남아메리카 | 합계 | 합계 |
| ---------- | ----------------- | ---------------------------- | ---- | ---- | ------ | ------ | ------ | ------ | ---------- | ---------- | ---- | ---- |
| 2005       | 레알 카르타헤나   | 카테고리아 프리메라 A        | 33   | 0    | 0      | 0      | 0      | 0      | 0          | 0          | 33   | 0    |
| 2006       | 아메리카 데 칼리  | 카테고리아 프리메라 A        | 12   | 0    | 0      | 0      | 0      | 0      | 0          | 0          | 12   | 0    |
| 2007       | 아메리카 데 칼리  | 카테고리아 프리메라 A        | 31   | 1    | 0      | 0      | 0      | 0      | 0          | 0          | 31   | 1    |
| 2008       | 아메리카 데 칼리  | 카테고리아 프리메라 A        | 42   | 1    | 0      | 0      | 0      | 0      | 6          | 0          | 48   | 1    |
| 2009       | 아메리카 데 칼리  | 카테고리아 프리메라 A        | 12   | 2    | 0      | 0      | 0      | 0      | 4          | 0          | 16   | 2    |
| 2009       | 산타 페           | 카테고리아 프리메라 A        | 22   | 1    | 0      | 0      | 0      | 0      | 0          | 0          | 22   | 1    |
| 2010       | 산타 페           | 카테고리아 프리메라 A        | 32   | 0    | 0      | 0      | 0      | 0      | 5          | 0          | 37   | 0    |
| 미국       | 미국              | 미국                         | 리그 | 리그 | 오픈컵 | 오픈컵 | 리그컵 | 리그컵 | 북아메리카 | 북아메리카 | 합계 | 합계 |
| 2011       | 필라델피아 유니언 | 메이저 리그 사커             | 32   | 1    | 1      | 0      | 2      | 0      | 0          | 0          | 35   | 1    |
| 2012       | 필라델피아 유니언 | 메이저 리그 사커             | 33   | 2    | 2      | 0      | 0      | 0      | 0          | 0          | 35   | 2    |
| 콜롬비아   | 콜롬비아          | 콜롬비아                     | 리그 | 리그 | 컵     | 컵     | 리그컵 | 리그컵 | 남아메리카 | 남아메리카 | 합계 | 합계 |
| 2013       | 산타 페           | 카테고리아 프리메라 A        | 32   | 4    | 1      | 1      | 0      | 0      | 10         | 0          | 43   | 5    |
| 아르헨티나 | 아르헨티나        | 아르헨티나                   | 리그 | 리그 | 컵     | 컵     | 리그컵 | 리그컵 | 남아메리카 | 남아메리카 | 합계 | 합계 |
| 2014       | 산 로렌소         | 아르헨티나 프리메라 디비시온 | 7    | 0    | 0      | 0      | 0      | 0      | 7          | 0          | 14   | 0    |
| 합계       | 아르헨티나        | 아르헨티나                   | 7    | 0    | 0      | 0      | 0      | 0      | 7          | 0          | 14   | 0    |
| 합계       | 콜롬비아          | 콜롬비아                     | 216  | 8    | 1      | 1      | 0      | 0      | 25         | 0          | 242  | 9    |
| 합계       | 미국              | 미국                         | 65   | 3    | 3      | 0      | 2      | 0      | 0          | 0          | 70   | 3    |
| 경력 합계  | 경력 합계         | 경력 합계                    | 288  | 11   | 4      | 1      | 2      | 0      | 32         | 0          | 326  | 12   |

### 국가대표팀
2015년 6월 6일 기준
| 국가대표팀 | 연도 | 출장 | 골 |
| ---------- | ---- | ---- | -- |
| 콜롬비아   |      |      |    |
| 2008       | 1    | 0    |    |
| 2009       | 0    | 0    |    |
| 2010       | 3    | 1    |    |
| 2011       | 0    | 0    |    |
| 2012       | 2    | 0    |    |
| 2013       | 6    | 1    |    |
| 2014       | 4    | 0    |    |
| 2015       | 1    | 0    |    |
| 합계       | 합계 | 17   | 2  |

## 같이 보기
- 메이저 리그 사커 현역 선수 목록